# Irmgard Kiepenheuer

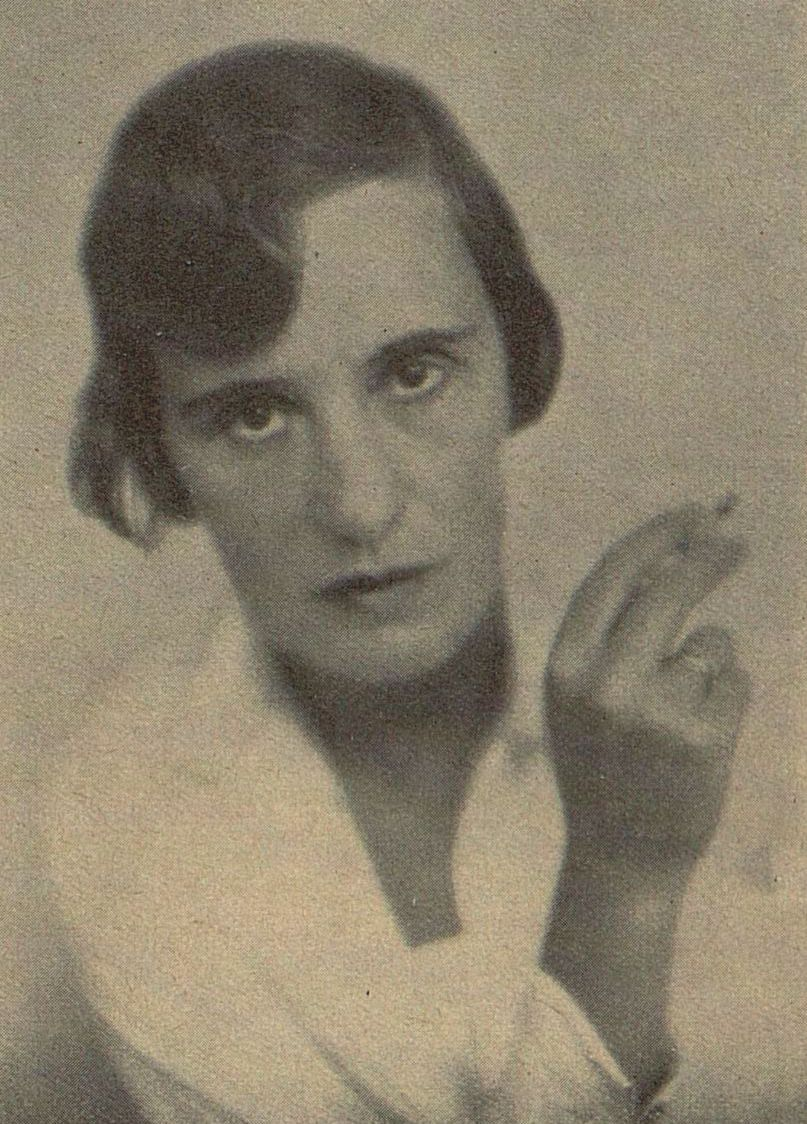
Irmgard Kiepenheuer, um 1931

Irmgard Kiepenheuer, geb. Funcke (* 2. Juli 1887 in Bremen; † 10. September 1971 in Dießen am Ammersee) war eine deutsche Verlegerin. 

## Leben

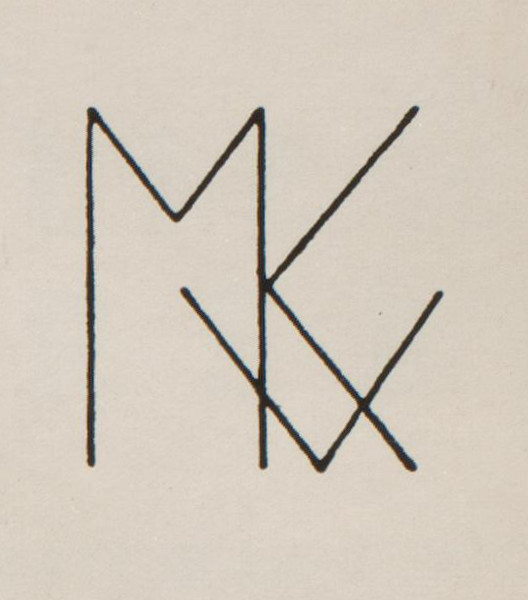
Signet des Verlags Müller & Kiepenheuer

Irmgard Kiepenheuer war die Tochter des Bremer Pfarrers Otto Funcke und dessen Frau Gebecka, der Tochter des Bremer Bürgermeisters Johann Daniel Meier. 1908 heiratete Irmgard Funcke Gustav Kiepenheuer, der in Bremen eine Buchhändlerlehre  absolvierte. 1909 gingen beide nach Weimar, wo Gustav Kiepenheuer die Thelemannsche Buchhandlung übernahm. 1910 wurde der Gustav Kiepenheuer Verlag gegründet. Irmgard Kiepenheuer brachte nicht nur einen Teil ihrer Mitgift in den Verlag ein, sondern arbeitete auch aktiv im Verlag mit, besonders im betriebswirtschaftlichen Bereich. Zwischen 1910 und 1914 bekam das Paar insgesamt drei Kinder: Bettina, Karl-Otto und Wolfgang Kiepenheuer. 1918 zog der Verlag nach Potsdam. 1920 verließ Irmgard Kiepenheuer ihren Mann und baute mit Hans Müller, dem Prokuristen des Kiepenheuer-Verlags, der aus Stuttgart stammte, unter dem Namen „Müller & Co.“ – ab 1923 „Müller & I. Kiepenheuer“ – einen eigenen Verlag  auf. 1921 wurde ihre Ehe geschieden. 
Das erste große Projekt des neuen Verlags waren die sog. Bauhausmappen, aufwändig gedruckte und gestaltete Grafikmappen mit Werken aus den Bauhaus-Werkstätten und anderen modernen europäischen Grafiken. Der Verkauf dieser Mappen endete jedoch in einem wirtschaftlichen Fiasko.
Mitte der 1920er Jahre zog Irmgard Kiepenheuer in die Potsdamer Fasanerie im Park von Schloss Sanssouci, wo sie einen Salon führte, in dem Künstler und Künstlerinnen wie beispielsweise Hannah Höch, Kurt Schwitters oder Nelly van Doesburg verkehrten. 
Im Verlag Müller & Co. erschienen unter anderem Architekturbücher wie Probleme des Bauens (1928) oder Neuzeitlicher Verkehrsbau (1931), die die Architektur der Moderne diskutierten und die auch im Stil der Moderne gestaltet waren, wozu unter anderem Typografen und Grafiker wie Max Burchartz und Jan Tschichold beitrugen.  
In der NS-Zeit produzierte der Verlag unverfängliche, mehr oder weniger unpolitische Bücher. Viele der zuvor publizierten Werke werden in der NS-Zeit verboten. Nach 1945 zog der Verlag dann nach Bergen in Oberbayern, zeitweise hatte er seinen Sitz auch in Stuttgart. Ab Ende der 1950er Jahre war Irmgard Kiepenheuer alleinige Gesellschafterin des Verlags. 1962 wurde ihr Verlag von Werner Dausien übernommen.